# Kathedraal van Coventry
De kathedraal van Coventry, ook wel de Sint-Michielskathedraal (Engels: St Michael's Cathedral of Cathedral Church of St. Michael), is een anglicaanse kathedraal en de zetel van de bisschop van het bisdom Coventry. 

## Geschiedenis

#### Sint-Mariakathedraal
Coventry heeft drie kathedralen gehad. Het eerste gebouw, de Sint-Mariakathedraal, stamde uit de 11e eeuw. Later zou de bisschopszetel echter verplaatsen naar Lichfield. In 1539 viel dit gebouw ten prooi aan de ontbinding van de kloosters onder de Engelse koning Hendrik VIII, waardoor er uiteindelijk een ruïne overbleef.

#### Eerste Sint-Michielskathedraal
In de 14e en 15e eeuw werd de Sint-Michielskerk gebouwd. Tot 1918 bleef het een kerk. In dat jaar ontstond het nieuwe bisdom Coventry. De Sint-Michielskerk werd kathedraal. Op 14 november 1940 werd Coventry zwaar getroffen door Duitse bombardementen. Ook de kathedraal werd zwaar getroffen. Slechts de toren, een torenspits en de buitenmuur bleven staan. Ook de graftombe en beeltenis van de eerste bisschop van Coventry overleefden het bombardement. De overblijfselen van deze kathedraal blijven gewijde grond en hebben nog altijd de status van Grade I listed building.

#### Tweede Sint-Michielskathedraal
Naast de ruïne van de vorige kathedraal werd een nieuwe kerk gebouwd. Op 23 maart 1956 legde koningin Elizabeth II de eerste steen van de kathedraal. In 1962, op 25 mei, kon de kathedraal ingewijd worden. De huidige kathedraal wordt gevormd door het nieuwe gebouw, samen met de overblijfselen van de eerste kathedraal. Ook deze nieuwe kathedraal heeft de status van Grade I listed building. Het ontwerp van de kathedraal is van de hand van architect Basil Spence, die het winnende ontwerp indiende in een ontwerpwedstrijd in 1951. De opzet van het gebouw vertoont sterke overeenkomsten met de Kruiskerk in Amstelveen. Deze kerk, ontworpen door Marius Duintjer en gebouwd in 1949 - 1950, kreeg veel internationale aandacht en heeft zo waarschijnlijk als inspiratie gediend  voor deze kathedraal.

## Herdenkingskruisen
Na het bombardement op Coventry werden er twee kruisen gemaakt: het verschroeide kruis (Engels: Charred Cross) en het kruis van spijkers (Cross of Nails). Het eerste werd gemaakt van verschroeid hout en bevindt zich tegenwoordig in het trappenhuis. Het tweede kruis werd gemaakt van drie grote spijkers en bevindt zich in de nieuwe kathedraal. Dit kruis van spijkers werd een symbool voor vrede en verzoening. Er werden meer kruisen van spijkers gemaakt. Een dergelijk kruis werd geschonken aan de Gedächtniskirche en de Kapelle der Versöhnung, die beide in Berlijn staan. Het kruis dat werd geschonken aan de Gedächtniskirche is gemaakt van spijkers uit de oude kathedraal. Aan de Kapelle der Versöhnung werd een replica geschonken.